# Синёв, Николай Михайлович
Николай Михайлович Синёв (1906—1991) — советский инженер-конструктор. Лауреат Ленинской премии.

## Биография
Родился 27 ноября (10 декабря) 1906 года в деревне Высокое (ныне Тверская область).
После окончания Сычёвской школы II ступени (1923) находился на комсомольской работе. Окончил МВТУ имени Н. Э. Баумана по специальности инженер-механик (1932).
Трудовая биография:
- 1931—1941 инженер-конструктор, заместитель главного конструктора ОКБ Кировского завода (Ленинград)
- июль — октябрь 1941 — участник войны
- 1942—1944 зам. главного конструктора, главный инженер опытного танкового завода № 100 (Челябинск)
- 1944—1948 на Кировском заводе: директор филиала завода № 100, главный конструктор ОКБ
- 1948—1950 начальник технического отдела Уральского электрохимического комбината (Новоуральск, Свердловская область)
- 1950—1961 снова главный конструктор ОКБ Кировского завода
- 1961—1966 зам. председателя Госкомитета по атомной энергии
- 1966—1986 зам. начальника научно-технического управления Министерства среднего машиностроения СССР
- 1986—1991 научный консультант Минсредмаша.

Доктор технических наук (1956), профессор (1966).
Умер 4 сентября 1991 года в Москве.

## Научные труды
Автор монографий:
- «Герметические водяные насосы атомных энергетических установок». М.: 1967, Атомиздат.
- «Бессальниковые водяные насосы». М.: 1972, 494 с., Атомиздат.
- «Обогащенный уран для атомного оружия и энергетики».

Автор учебника для вузов «Экономика ядерной энергетики» (М.: 1980, 337 с., Атомиздат, переиздана в 1984).
Автор докладов на Третьей Международной конференции по использованию атомной энергии в мирных целях (Женева, 1964)
Издал автобиографическую книгу: Н. М. Синёв: мемуары, воспоминания. Издат, 2000 — Всего страниц: 205

## Награды и премии (года)
- заслуженный деятель науки и техники РСФСР
- Сталинская премия второй степени (1943) — за усовершенствование конструкций тяжёлых станков
- Сталинская премия (1951)
- Сталинская премия (1953)
- Ленинская премия (1958) — за создание оборудования для АЭС.
- Государственная премия СССР (1967)
- два ордена Ленина
- два ордена Трудового Красного Знамени
- орден Отечественной войны II степени (1.8.1986)
- орден Красной Звезды (1942)
- орден «Знак Почёта»
- медали
- дипломы на конкурсах Всесоюзного общества «Знание» на лучшие произведения научно-популярной литературы за 1972 и 1975 гг.